# 卡提克·亞利安
卡提克·亞利安（英語：Kartik Aaryan，1990年11月20日—），印度男演員，主要拍攝寶萊塢電影。他在攻讀工程學位期間，首次出演電影是盧夫·蘭揚的夥伴片《愛的後體驗》（2011年），隨後主演了愛情片《阿卡什和瓦尼》（2013年）及《女斗士》（2014年），但事業發展都未能從中受益。
亞利安在蘭揚的《愛的後體驗2》（2015年）及《德里三人行》（2018年）中取得了商業成功，《德里三人行》成為他的翻紅之作。他因主演浪漫愛情片《戀愛躲貓貓》、《丈夫、妻子和情人》（均2019年），以及喜劇恐怖片《祖廟鬧鬼記2》（2022年）和《祖廟鬧鬼記3》（2024年）而進一步聲名鵲起。其中《祖廟鬧鬼記2》票房超越他以往的作品，並藉此提名了印度電影觀眾獎最佳男主角；此票房紀錄之後又憑藉《祖廟鬧鬼記3》打破。
除了演藝事業外，亞利安還代言了眾多品牌和產品，並共同主持了頒獎典禮。他登上了《富比士印度》2019年的百大名人榜。

## 早年
卡提克·亞利安本名卡蒂克·蒂瓦里（Kartik Tiwari），1990年11月22日生於中央邦瓜廖尔。父母都是醫生：父親曼尼什·蒂瓦里（Kartik Tiwari）是小兒科醫生，母親馬拉·蒂瓦里（Manish Tiwari）則是婦科醫生。亞利安在瓜廖爾的聖保羅學校（St. Paul's School）受教。後來，他在新孟買的DY帕蒂爾工程學院攻讀生物技術工程學位，同時默默懷抱著闖蕩電影業的雄心。他曾透露，自己就學期間會逃課並花兩個小時去參加試鏡。
亞利安在大學期間開始了模特兒生涯。經歷三年的試鏡失敗後，他到創造品格學院（Kreating Charakters institute）報名表演課程。在簽約第一部電影後，他才將成為演員的想法告訴父母。他在母親的堅持下，直到第一部電影上映後完成了工程學位。

## 個人生活
儘管媒體八卦流傳，但亞利安不願在媒體上談論自己感情生活。他說：「我從未談論過自己的人際關係，希望我的另一半也能如此。」他是蛋奶素主义者。

## 作品列表

### 電影
| 年份 | 片名                 | 角色                                 | 附註   | 來源          |
| ---- | -------------------- | ------------------------------------ | ------ | ------------- |
| 2011 | 《愛的後體驗》       | 拉賈·「拉喬」·姆里杜爾（Rajat "Rajjo" Mridul）           |        | [ 16 ]        |
| 2013 | 《阿卡什和瓦尼》     | 阿卡許·卡浦爾（Akaash Kapoor）                    |        | [ 17 ]        |
| 2014 | 《女斗士》           | 賓達·辛格（Binda Singh）                        |        | [ 18 ]        |
| 2015 | 《愛的後體驗2》      | 拉賈·「拉喬」·姆里杜爾               |        | [ 19 ]        |
| 2016 | 《摺跡》             | 安瓦爾·罕（Anwar Khan）                        | 短片   | [ 20 ]        |
| 2017 | 《作客倫敦》         | 雅利安·謝吉爾（Aryan Shergill）                    |        | [ 21 ]        |
| 2018 | 《德里三人行》       | 索努·夏爾馬（Sonu Sharma）                      |        | [ 22 ]        |
| 2019 | 《戀愛躲貓貓》       | 維諾德·「古杜」·舒克拉（Vinod "Guddu" Shukla）           |        | [ 23 ]        |
| 2019 | 《丈夫、妻子和情人》 | 阿比納夫·「欽圖」·蒂亞吉（Abhinav "Chintu" Tyagi）         |        | [ 24 ]        |
| 2020 | 《愛上阿吉·卡勒2》   | 維爾·塔內賈（Veer Taneja）／拉古文德拉·辛格（Raghuvendra Singh） |        | [ 25 ]        |
| 2021 | 《驚爆直播》         | 阿瓊·帕塔克（Arjun Pathak）                      |        | [ 26 ] [ 27 ] |
| 2022 | 《祖廟鬧鬼記2》      | 魯哈安·蘭達瓦／魯漢·巴巴（Ruhaan Randhawa / Rooh Baba）         |        | [ 28 ]        |
| 2022 | 《为爱杀杀杀》       | 佛萊迪·金瓦拉醫生（Dr. Freddy Ginwala）                |        | [ 29 ]        |
| 2023 | 《正牌繼承人》       | 班圖（Bantu）                             | 兼監製 | [ 30 ]        |
| 2023 | 《你說謊我騙人》     | 拉胡爾（Rahul）                           | 客串   | [ 31 ]        |
| 2023 | 《真爱传说》         | 薩蒂亞普雷姆·「薩圖」·納拉揚（Satyaprem "Sattu" Narayan）     |        | [ 32 ] [ 33 ] |
| 2024 | 《冠軍之路》         | 穆利坎特·佩特卡                      |        | [ 34 ]        |
| 2024 | 《祖廟鬧鬼記3》      | 魯哈安·蘭達瓦／魯漢·巴巴             |        | [ 35 ]        |

### 電視
| 年份 | 節目名                           | 角色      | 附註 | 來源   |
| ---- | -------------------------------- | --------- | ---- | ------ |
| 2018 | 《第19屆國際印度電影大獎頒獎禮》 | 主持人    |      | [ 36 ] |
| 2019 | 《2019年Zee電影獎》              | 主持人    |      | [ 37 ] |
| 2022 | 《我的時尚人生》                 | K醫生（Dr. K） | 3集  | [ 38 ] |

### MV
| 年份 | 歌名                 | 角色       | 歌手          | 附註 | 來源   |
| ---- | -------------------- | ---------- | ------------- | ---- | ------ |
| 2020 | 〈印度會微笑〉（Muskurayega India）   | 他自己     | 維沙爾·米什拉 |      | [ 39 ] |
| 2020 | 〈我會這樣跳舞〉（Nachunga Aise） | 艾利亞（Arya） | 米林德·加巴   |      | [ 40 ] |

## 備註
1. ↑  他從2013年開始使用「亞利安」（Aaryan）為姓氏[12][41]。
2. 1 2  亞利安在片中一人分飾兩角。

## 外部連結
- 卡提克·亞利安在互联网电影资料库（IMDb）上的資料（英文）
- 卡提克·亞利安的Instagram帳戶